# Sévigny-la-Forêt
Sévigny-la-Forêt település Franciaországban, Ardennes megyében. Lakosainak száma 274 fő (2022. január 1.). Sévigny-la-Forêt Le Châtelet-sur-Sormonne, Chilly, Étalle, Maubert-Fontaine, Rocroi, Taillette és Tremblois-lès-Rocroi községekkel határos.

## Népesség
A település népessége az elmúlt években az alábbi módon változott:
| Lakosok száma | 176  | 147  | 191  | 229  | 262  | 269  | 276  | 278  | 281  | 274  |
|               | 1968 | 1982 | 1990 | 2006 | 2013 | 2015 | 2017 | 2019 | 2020 | 2022 |